# Хлыстовка (Нижегородская область)
Хлыстовка — деревня в городском округе город Шахунья Нижегородской области. Население 39 (2010) человек

## Общая физико-географическая характеристика
Географическое положение
По автомобильным дорогам расстояние до областного центра города Нижнего Новгорода составляет 250 км, до административного центра города Шахунья — 22 км.
Часовой пояс
Хлыстовка, как и вся Нижегородская область, находится в часовой зоне МСК (московское время). Смещение применяемого времени относительно UTC составляет +3:00.

## История
До 1 ноября 2011 года входила в состав ныне упразднённого Лужайского сельсовета.

## Население
| 1999 | 2002 | 2010 |
| ---- | ---- | ---- |
| 49   | ↗51  | ↘39  |

Национальный состав
Согласно результатам переписи 2002 года, в национальной структуре населения русские составляли 88% из 51 человека.